# Unión Deportiva Pájara-Playas de Jandía
La Unión Deportiva Pájara Playas de Jandía, conocido simplemente como Pájara-Playas, fue un club polideportivo español, del municipio de Pájara (provincia de Las Palmas). Fue fundado en 1996 y fue especialmente conocido por su equipo de fútbol, que jugó en Segunda División B (doce temporadas consecutivas) y tres en Tercera División. Entre sus mayores hitos destaca un histórico encuentro de Copa del Rey a partido único contra el Real Madrid que terminó con victoria blanca por cero goles a cuatro y una fase de ascenso a Segunda División disputada la temporada 03-04 al quedar subcampeón del Grupo IV de la Segunda División B.  La U. D. Pájara Playas de Jandía se disolvió el 12 de julio de 2011 debido a las limitaciones económicas para continuar con la gestión del club.
Fueron también destacados sus equipos de atletismo; masculino y femenino, ya que ambos militaron en la máxima categoría de la Liga de Clubes de España, la División de Honor. El club tuvo también secciones de lucha canaria, bodyboard y tenis.

## Historia
La U. D. Pájara Playas nace en el verano de 1996 con la unificación en torno a la Unión Deportiva La Pared (club fundado en 1975) de los principales clubes deportivos del municipio: los equipos de fútbol Unión Deportiva La Lajita, Club Atlético Pájara y Unión Deportiva Jandía (estos dos últimos posteriormente abandonaron el proyecto); el club de lucha canaria de Morro Jable y la Escuela de atletismo de Morro Jable. La unión fue tutelada por el ayuntamiento de la localidad, que bautizó al nuevo con el nombre de Pájara Playas de Jandía, con el objetivo de promocionar la actividad turística del municipio.
El nuevo club comenzó a competir la temporada 1996-97 tomando la plaza de la U. D. La Pared en Tercera División. Tras finalizar la liga en cuarta posición, y con una brillante actuación en la liguilla de promoción, que termina invicto, logrando el ascenso en su primer año de vida. 
En la temporada 1997-98 el Pájara Playas debuta en la Segunda División B, logrando sin apuros la permanencia. Ese año disputa por primera vez la Copa del Rey, cayendo en 1.ª ronda previa contra la U. D. Las Palmas.
En la campaña 2001-02 participa por segunda vez en la Copa del Rey. Tras superar una eliminatoria preliminar, cae en treintaydosavos de final ante el Real Madrid, que se impuso por 0-4 en el Estadio Benito Alonso en un histórico partido jugado el 10 de octubre de 2001.

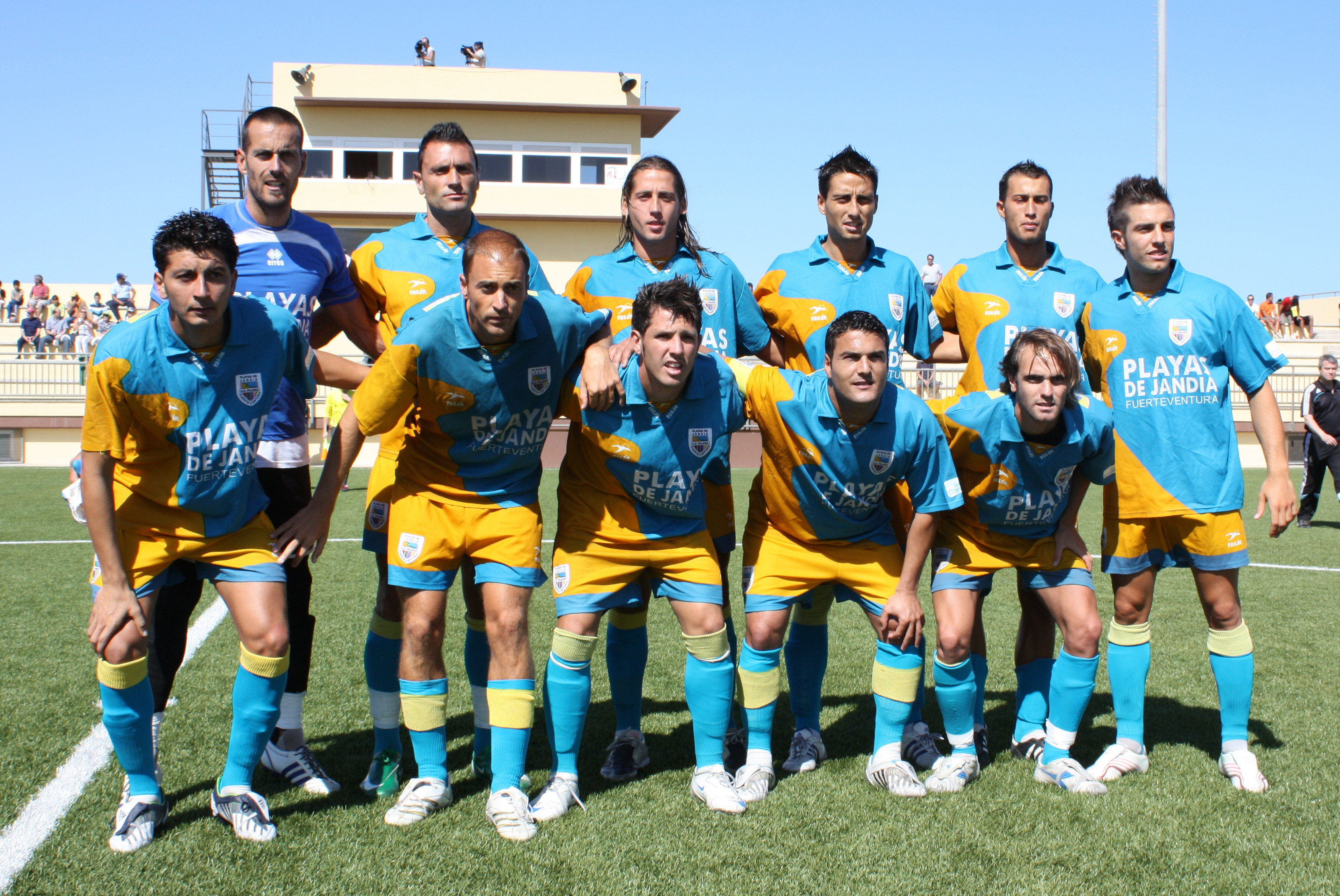
Once de la U. D. Pájara Playas

La temporada 2003-04 realiza la mejor campaña de su historia, proclamándose subcampeón de su grupo en Segunda B, lo que le permite disputar el ascenso a la categoría de plata. En la liguilla de ascenso, sin embargo, los majoreros se vieron superados por la U. E. Lleida, la Cultural Leonesa y el Celta "B". Un año después, en la temporada 2004-05 juega por tercera y última vez la Copa del Rey, quedando eliminado en ronda previa por el C. D. Ourense.
La temporada 2008-09 el club afronta su undécima campaña consecutiva en Segunda B. Desciende después de 12 años a 3.ª División tras quedar en el puesto 18.º. El descenso se consumó el 3 de mayo de 2009 tras perder 5-1 contra la A. D. Alcorcón en Santo Domingo. 
El 12 de julio de 2011, tras 15 años de existencia, la Junta Directiva del club canario anunciaba oficialmente su desaparición debido a la imposibilidad de solventar una deuda de 75.000 euros. Durante su corta pero fructífera vida, consiguió lograr ser un club reconocido tanto en el ámbito insular y regional, como en el nacional e incluso internacional, formando a cientos de jóvenes canarios a largo de los años.

### U. D. La Pared
La Unión Deportiva La Pared fue el club en torno al cual se creó la U. D. Pájara Playas de Jandía. La U. D. La Pared jugó dos temporadas en Tercera División siendo el segundo club de la isla en llegar a dicha categoría, a la que antes solo había llegado el Club Deportivo Corralejo. Con la creación del Playas de Jandía, la U. D. La Pared cedió su plaza en Tercera División al nuevo conjunto. Hoy en día se le considera como el predecesor del club U. D. Playas de Jandía.

## Uniforme
- Uniforme titular: Camiseta amarilla y azul, pantalón amarillo y azul, y medias amarillas y azules.
- Uniforme visitante: Camiseta multicolor de rayas: morado, azul, verde, amarillo y rojo, pantalón amarillo y medias azules.

## Estadio
Desde la creación del club en 1996, la U. D. Pájara Playas de Jandía jugaba sus partidos como local en el Estadio Benito Alonso, situado en el poblado de La Pared. Un campo de césped natural y con una capacidad aproximada para unas 3000 personas. En la temporada 2008-09 el club se trasladó al campo municipal de Costa Calma, con capacidad para 1000 personas, cuyo terreno es de césped artificial. Fue inaugurado el 2 de agosto de 2008 con un partido amistoso entre el local U. D. Pájara Playas de Jandía y la U. D. Las Palmas.

## Temporadas
| Temporada | División       | Posición | Copa del Rey     |
| --------- | -------------- | -------- | ---------------- |
| 1996-97   | 3.ª División   | 4.º      |                  |
| 1997-98   | 2.ª División B | 8.º      | 1.ª ronda previa |
| 1998-99   | 2.ª División B | 15.º     |                  |
| 1999-00   | 2.ª División B | 10.º     |                  |
| 2000-01   | 2.ª División B | 6.º      |                  |
| 2001-02   | 2.ª División B | 14.º     | 1/32 de final    |
| 2002-03   | 2.ª División B | 8.º      |                  |
| 2003-04   | 2.ª División B | 2.º      |                  |
| 2004-05   | 2.ª División B | 15.º     | Ronda previa     |
| 2005-06   | 2.ª División B | 12.º     |                  |
| 2006-07   | 2.ª División B | 16.º     |                  |
| 2007-08   | 2.ª División B | 9.º      |                  |
| 2008-09   | 2.ª División B | 18.º     |                  |
| 2009-10   | 3.ª División   | 3.º      |                  |
| 2010-11   | 3.ª División   | DQ       |                  |

## Datos del club
- Temporadas en 2ªB: 12
  - Mejor puesto en 2.ª División B: 2º 2003-04
  - Peor puesto en 2.ª División B: 18º 2008-09
  - Puesto más repetido 2.ªB: 8º y 15º (dos veces)
  - Partidos jugados: 456
  - Partidos ganados: 154
  - Partidos empatados: 133
  - Partidos perdidos: 169
  - Goles a favor: 557
  - Goles en contra: 595
- Temporadas en 3ª: 3

## Trofeos amistosos
- Torneo de San Ginés: (1) 1998

## Jugadores

### Jugadores destacados
| - Thomas Gant - Iván Zarandona - Quique Gandul - Oinatz Aulestia - Raúl Benítez - Félix Quero - David Bauzá - José Bercianos - Rubén Coméndez Arranz - Alfonso Cabrera - Raúl Aguilar - Víctor Aday Santana - José Joaquín Melgar - Leo Bermejo - Juan Viyuela - Raúl Borrero | - Adrián Colunga - Cristian Alberdi - Víctor Manuel Hernández - Antonio Puche - Héctor Peláez Valdés - Saúl Berjón - David Gómez - Iker Atxabal - Andoni Lakabeg - Agapito Batista - Raúl Ramón Santos - Toni Robaina - Ramón Sánchez - Sebastián Trigo - Carlos Becerra - Tiago Belmonte |

### Estadísticas
| Máximos goleadores          | Máximos goleadores   | Máximos goleadores | Más partidos disputados | Más partidos disputados | Más partidos disputados |
| Nº                          | Jugador              | Goles              | Nº                      | Jugador                 | Partidos                |
| --------------------------- | -------------------- | ------------------ | ----------------------- | ----------------------- | ----------------------- |
| 1.                          | Raúl Borrero         | 71                 | 1.                      | Raúl Benítez            | 333                     |
| 2.                          | Toño Fernández       | 22                 | 2.                      | Raúl Borrero            | 163                     |
| 3.                          | Héctor Peláez        | 21                 | 3.                      | Agapito Roger           | 162                     |
| 4.                          | Ángel Román Corchado | 20                 | 4.                      | Alfonso Cabrera         | 140                     |
| 5.                          |                      | 16                 | 4.                      |                         | 140                     |
| 5.                          | Nando Socas          | 16                 | 5.                      | Víctor Manuel Hernández | 134                     |
| Datos en categoría nacional |                      |                    |                         |                         |                         |

## Sección de atletismo (EAMJ - Playas de Jandía)
Junto al fútbol, una de las secciones más beneficiadas de la unión del deporte local en 1996 fue la de atletismo. Una de las entidades fundadoras la UD Playas de Jandía fue la Escuela de Atletismo de Morro Jable (EAMJ), que había sido creada seis años antes, centrándose en sus primeros años de vida en el atletismo formativo y las pruebas atléticas populares. A raíz de la creación de la UD Pájara-Playas de Jandía, la sección de atletismo —que compitió con el nombre EAMJ - Playas de Jandía— vivió un continuo crecimiento, hasta situarse entre la elite nacional. En 2002 el equipo masculino ascendió a la División de Honor, máxima categoría de la Liga Nacional de Clubes.
En 2005 el equipo femenino también ascendió a División de Honor, y el masculino se convirtió en el primer club canario en participar en la Copa del Rey de atletismo. En 2009 el club logró su mejor clasificación en la División de Honor masculina, al finalizar la liga en tercera posición.
En 2010, debido a la difícil situación económica que vivía el club, la sección de atletismo se desvinculó de la Unión Deportiva Pájara-Playas de Jandía, para continuar compitiendo de forma independiente como EAMJ - Fuerteventura, adoptando también un nuevo escudo y colores.
La sección a atletismo usaba las instalaciones del Estadio Municipal de Gran Tarajal. Entre los atletas que militaron en el Playas de Jandía destaca la medallista olímpica y plusmarquista española María Vasco, entre 2003 y 2004.